# Nancy A. Naples
Nancy A. Naples (* 1948) ist eine US-amerikanische Soziologin, die als Board of Trustees Distinguished Professor of Sociology and Women’s, Gender, and Sexuality Studies an der University of Connecticut forscht und lehrt. 2007/08 amtierte sie als Präsidentin der Society for the Study of Social Problems.
Einen ersten Master-Abschluss machte Naples 1974 in Tanzpädagogik an der New York University. Es folgte 1979 ein weiterer Master-Abschluss (Sozialpolitik) an der City University of New York, wo sie 1988 zur Ph.D. (Soziologie) promoviert wurde. Von 1984 bis 1987 war sie Dozentin an verschiedenen New Yorker Hochschulen. Von 1987 bis 1998 war sie nacheinander Assistant Professor an der State University of New York, der Iowa State University und der University of California, Irvine, wo sie bis 2003 auch als Associate Professor wirkte. 2001 wechselte sie an die University of Connecticut. Seit 2003 ist sie dort Full Professor.

## Veröffentlichungen (Auswahl)
- (Hrsg.), Wiley-Blackwell Encyclopedia of Gender and Sexualities Studies  Oxford: Wiley-Blackwell (2016).
- mit Bickhman Mendez, Jennifer (Hrsg.), Border Politics: Social Movements, Collective Identities, and Globalization, New York: New York University Press (2015).
- mit Cantú, Lionel; Vidal-Oritz, Salvador; Naples, Nancy A (Hrsg.), The Sexuality of Migration: Border Crossing and Mexican Immigrant Men. New York: New York University Press (2009).
- (Hrsg.), Feminism and Method: Ethnography, Discourse Analysis, and Activist Research. New York: Routledge (2003).
- Grassroots Warriors: Activist Mothering, Community Work, and the War on Poverty. New York: Routledge (1998).